# Neue Südtiroler Tageszeitung
De Neue Südtiroler Tageszeitung (in het verspreidingsgebied ook wel die Tageszeitung genoemd) is naast de Dolomiten het tweede Duitstalige dagblad in Zuid-Tirol. Het links-liberale blad fungeert als tegenpool van media grootmacht, dagblad Dolomiten.
De krant ontstond in 1996 als opvolger van het weekendmagazine südtiroler profil en wordt sindsdien door Arnold Tribus uitgegeven. Een team van tien redacteuren en freelance journalisten houden zich naast het actuele regionieuws, vooral bezig met explosieve politiek-maatschappelijke thema's. Op grond van hun controverse en
polariserende berichtgeving raakt de krant meermaals in rechtszaken verwikkeld.
Sinds 3 januari 2013 heeft de krant een online editie, bovendien wordt het nieuws op een blog gepubliceerd.